# NGC 7254
NGC 7254 (другие обозначения — NGC 7256, PGC 68686, ESO 602-13, KAZ 537, IRAS22198-2159) — спиральная галактика с перемычкой (SBb) в созвездии Водолей.
Этот объект занесён в новый общий каталог несколько раз, с обозначениями NGC 7254, NGC 7256.
Этот объект входит в число перечисленных в оригинальной редакции «Нового общего каталога».